# Brad Whitford
Brad Whitford (Winchester, Massachusetts, 23 de febrero de 1952) es un guitarrista, y compositor estadounidense, conocido mundialmente por formar parte de la banda de hard rock Aerosmith.

## Carrera
Después de que Brad Whitford asistió a la escuela "Berklee College of Music", comenzó a tocar en bandas locales como Symbols of Resistance, Teapot Dome, Earth, Inc., y finalmente en Justin Thyme antes de unirse a Aerosmith en el año 1971, remplazando al guitarrista original Ray Tabano. Aerosmith se convirtió en una de las mejores y más exitosas bandas de los '70. Sin embargo, debido al ambiente de conflictos, drogas y peleas en la banda y de álbumes sin demasiado éxito a finales de los setenta, Whitford se retiró, siendo reemplazado por el guitarrista Rick Dufay. Whitford aclaró que él quería seguir trabajando, por lo que formó un proyecto aparte con el cantante Derek St. Holmes, la cual se llamó "Whitford/St. Holmes". El proyecto se disolvió después de un álbum del mismo nombre en 1981.
En 1984, Brad Whitford regresó a Aerosmith y aun sigue en el grupo desde esa fecha hasta la actualidad.

## Equipamiento
En actuaciones actuales, Brad toca guitarras de cuerpo sólido, como Gretsches, a gold-painted (estilo Stratocaster) Melancon Pro Artist, y una notable Gibson Les Paul Goldtop. En los años 1970, Brad y Joe Perry usaban guitarras BC Rich (Whitford usaba una Eagle, mientras que Perry solía usar una Bich).